# Joseph Sauveur
Joseph Sauveur, född den 24 mars 1653 i La Flèche, död den 9 juli 1716 i Paris, var en fransk matematiker och fysiker.
Sauveur levde i Paris som privatlärare i matematik och blev där bekant med Mariotte, som han biträdde vid hans hydrauliska försök. År 1686 blev han professor i matematik vid Collège de France. Oaktat Sauveur fullständigt saknade musikaliskt "öra" (han var döv från födelsen), utförde han likväl, i samarbete med skickliga musiker, grundläggande försök inom akustiken och var den förste, som bestämde svängningstalen för toner samt förklarade övertonernas uppkomstsätt. Bland hans skrifter märks Principes d'acoustique et de musique (1700-01) och Méthode générale pour former les systèmes tempérés de musique (1707).